# Damallsvenskan 2011
La Damallsvenskan 2011 è stata la 24ª edizione della massima divisione del campionato svedese femminile di calcio. Il campionato è iniziato il 9 aprile 2011 e si è concluso il 15 ottobre 2011. Il LdB Malmö ha vinto il campionato per la settima volta nella sua storia sportiva, la seconda consecutiva.

## Stagione

### Novità
Dalla Damallsvenskan 2010 sono stati retrocessi in Division 1 il Sunnanå e l'AIK. Dalla division 1 sono stati promossi il Piteå e il Dalsjöfors.

### Formato
Le 12 squadre si affrontano in un girone all'italiana con partite di andata e ritorno, per un totale di 22 giornate. La squadra prima classificata è campione di Svezia, mentre le ultime due classificate retrocedono in Division 1. Le prime due classificate sono ammesse alla UEFA Women's Champions League 2012-2013.

## Squadre partecipanti
| Club                 | Città        | Stadio                     | Stagione 2010                |
| -------------------- | ------------ | -------------------------- | ---------------------------- |
| Dalsjöfor            | Dalsjöfors   | Borås Arena                | 1º posto in Division 1 Södra |
| Djurgården           | Stoccolma    | Kristinebergs Idrottsplats | 8º posto in Damallsvenskan   |
| Hammarby             | Stoccolma    | Hammarby Idrottsplats      | 10º posto in Damallsvenskan  |
| Jitex BK             | Mölndal      | Åbyvallen                  | 6º posto in Damallsvenskan   |
| KIF Örebro           | Örebro       | Behrn Arena                | 5º posto in Damallsvenskan   |
| Kopparbergs/Göteborg | Göteborg     | Valhalla Idrottsplats      | 2º posto in Damallsvenskan   |
| Kristianstads DFF    | Kristianstad | Vilans Idrottsplats        | 9º posto in Damallsvenskan   |
| LdB Malmö            | Malmö        | Malmö Idrottsplats         | Campione di Svezia           |
| Linköping            | Linköping    | Folkungavallen             | 3º posto in Damallsvenskan   |
| Piteå IF             | Piteå        | LF Arena                   | 1º posto in Division 1 Norra |
| Tyresö FF            | Tyresö       | Tyresövallen               | 4º posto in Damallsvenskan   |
| Umeå IK              | Umeå         | T3 Arena                   | 7º posto in Damallsvenskan   |

## Classifica finale
Fonte: sito ufficiale.
|  | Pos. | Squadra              | Pt | G  | V  | N | P  | GF | GS | DR  |
|  | ---- | -------------------- | -- | -- | -- | - | -- | -- | -- | --- |
|  | 1.   | LdB Malmö            | 49 | 22 | 15 | 4 | 3  | 52 | 19 | +33 |
|  | 2.   | Kopparbergs/Göteborg | 48 | 22 | 15 | 3 | 4  | 50 | 13 | +37 |
|  | 3.   | Umeå IK              | 44 | 22 | 13 | 5 | 4  | 45 | 21 | +24 |
|  | 4.   | Tyresö FF            | 43 | 22 | 13 | 4 | 5  | 49 | 20 | +29 |
|  | 5.   | KIF Örebro           | 39 | 22 | 11 | 6 | 5  | 39 | 28 | +11 |
|  | 6.   | Linköping            | 35 | 22 | 9  | 8 | 5  | 30 | 22 | +8  |
|  | 7.   | Kristianstads DFF    | 34 | 22 | 10 | 4 | 8  | 37 | 27 | +10 |
|  | 8.   | Djurgården           | 25 | 22 | 8  | 1 | 13 | 22 | 42 | -20 |
|  | 9.   | Jitex BK             | 19 | 22 | 5  | 4 | 13 | 32 | 43 | -11 |
|  | 10.  | Piteå IF             | 17 | 22 | 4  | 5 | 13 | 22 | 44 | -22 |
|  | 11.  | Hammarby             | 8  | 22 | 1  | 5 | 16 | 7  | 52 | -45 |
|  | 12.  | Dalsjöfor            | 8  | 22 | 1  | 5 | 16 | 9  | 63 | -54 |

Legenda:
      Campione di Svezia e ammessa alla UEFA Women's Champions League 2012-2013.
      Ammessa alla UEFA Women's Champions League 2012-2013.
      Retrocesse in Division 1.
Note:
Tre punti a vittoria, uno a pareggio, zero a sconfitta.

## Risultati

### Tabellone
|              | Dal  | Dju  | Ham  | Jit  | KIF  | KGö  | Kri  | LdB  | Lin  | Pit  | Tyr  | Ume  |
| ------------ | ---- | ---- | ---- | ---- | ---- | ---- | ---- | ---- | ---- | ---- | ---- | ---- |
| Dalsjöfors   | –––– | 0-0  | 0-0  | 0-9  | 1-3  | 0-1  | 0-5  | 0-2  | 0-1  | 2-1  | 0-4  | 1-2  |
| Djurgården   | 4-1  | –––– | 1-0  | 2-1  | 1-3  | 1-0  | 2-0  | 1-2  | 1-2  | 3-2  | 0-3  | 0-5  |
| Hammarby     | 0-0  | 1-2  | –––– | 1-3  | 0-3  | 0-5  | 1-0  | 0-1  | 0-0  | 1-3  | 0-0  | 0-2  |
| Jitex        | 3-2  | 2-0  | 0-0  | –––– | 0-4  | 0-1  | 1-2  | 1-2  | 1-2  | 3-0  | 1-2  | 1-3  |
| KIF Örebro   | 1-1  | 4-0  | 2-1  | 2-2  | –––– | 3-1  | 1-1  | 1-1  | 2-1  | 0-0  | 1-0  | 1-2  |
| K. Göteborg  | 5-0  | 3-0  | 6-0  | 3-1  | 3-1  | –––– | 3-2  | 1-0  | 2-0  | 6-0  | 0-0  | 0-1  |
| Kristianstad | 5-1  | 3-1  | 3-0  | 1-1  | 4-2  | 1-0  | –––– | 0-1  | 0-0  | 0-2  | 1-0  | 2-1  |
| LdB Malmö    | 5-0  | 4-0  | 3-1  | 5-0  | 6-0  | 1-1  | 2-1  | –––– | 3-1  | 2-0  | 3-5  | 1-1  |
| Linköping    | 0-0  | 1-0  | 5-0  | 3-1  | 0-2  | 0-0  | 3-1  | 2-0  | –––– | 1-1  | 1-4  | 2-2  |
| Piteå        | 5-0  | 0-2  | 2-1  | 1-1  | 1-1  | 0-3  | 1-3  | 1-4  | 0-3  | –––– | 0-2  | 1-3  |
| Tyresö       | 3-0  | 3-0  | 8-1  | 4-0  | 2-1  | 1-4  | 1-1  | 1-2  | 1-1  | 2-0  | –––– | 1-3  |
| Umeå IK      | 4-0  | 2-1  | 4-0  | 2-0  | 0-1  | 1-2  | 3-1  | 1-1  | 1-1  | 2-2  | 0-2  | –––– |

## Statistiche

### Classifica marcatrici
Fonte: sito ufficiale.
| Gol |  |  | Giocatore                 | Squadra      |
| --- |  |  | ------------------------- | ------------ |
| 16  |  |  | Manon Melis               | LdB Malmö    |
| 16  |  |  | Margrét Lára Viðarsdóttir | Kristianstad |
| 15  |  |  | Madeleine Edlund          | Tyresö       |
| 14  |  |  | Sara Lindén               | K. Göteborg  |
| 13  |  |  | Ramona Bachmann           | Umeå IK      |
| 12  |  |  | Sara Björk Gunnarsdóttir  | Kristianstad |
| 12  |  |  | Linnea Liljegärd          | K. Göteborg  |
| 12  |  |  | Annica Sjölund            | Jitex        |